# Museo nazionale di Castello Pandone
Il Museo nazionale di Castello Pandone è un museo statale di Venafro, ospitato nell'omonimo castello.
L'obiettivo del museo è quello di mettere in risalto le qualità delle testimonianze artistiche molisane muovendo dalla generale riconsiderazione del rapporto centro-periferia in una prospettiva storica di complementarità. Il percorso è diviso in due sezioni: il castello, "museo di sé stesso", con le sue valenze urbanistiche, architettoniche e decorative, e l'esposizione al secondo piano di affreschi, sculture, tele, disegni e stampe, in un itinerario che documenta la cronologia – dal Medioevo al Barocco – e i diversi orientamenti culturali di committenti e artisti in Molise.
Dal dicembre 2014 il Ministero per i beni e le attività culturali e per il turismo lo gestisce tramite il Polo museale del Molise, nel dicembre 2019 divenuto Direzione regionale Musei.

## Vicende storiche
Il nucleo più antico del castello Pandone è una struttura megalitica, i cui resti sono visibili alla base del mastio longobardo, ma lo sviluppo principale del complesso fortificato si ebbe nella seconda metà del X secolo. Con l'avvento dei Normanni, il castello e il borgo subirono ingenti danni per opera delle truppe di Ruggero II d'Altavilla. Nel periodo angioino furono realizzati il fossato e le tre grandi torri circolari a base troncoconica. Nel 1443, con gli Aragonesi, il castello passò alla famiglia Pandone.
Il conte Enrico Pandone convertì l'edificio in una residenza di rappresentanza di alto livello, modificandone anche l'assetto economico produttivo. Nel XVII secolo il castello, dopo esser stato proprietà della famiglia vicereale dei Lannoy, passò ai Peretti Savelli, familiari di Sisto V e, nel secolo successivo, alla potente famiglia dei Di Capua.

## Il Museo nazionale del Molise

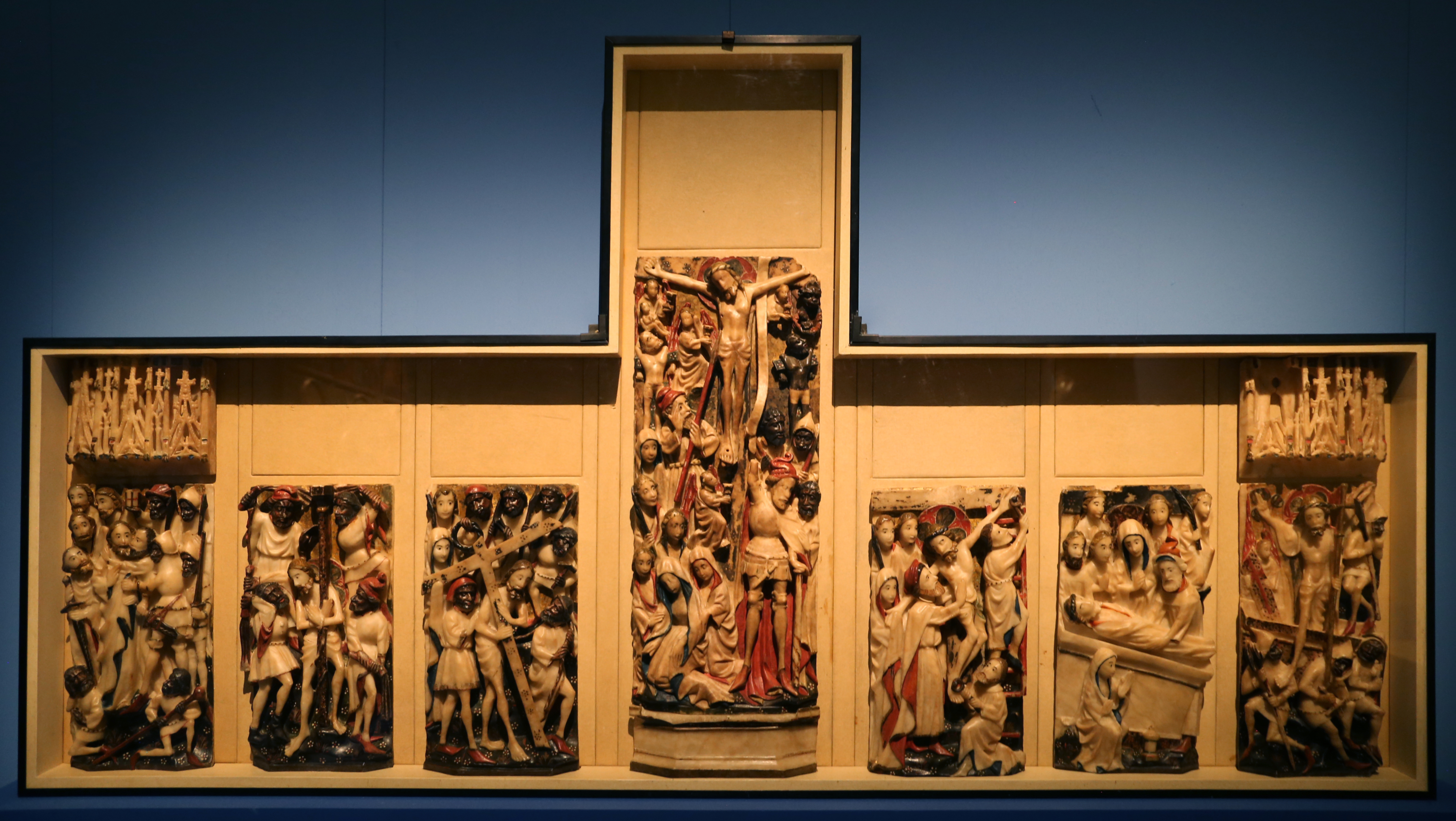
Polittico in alabastro del XV secolo, bottega inglese di Nottingham.

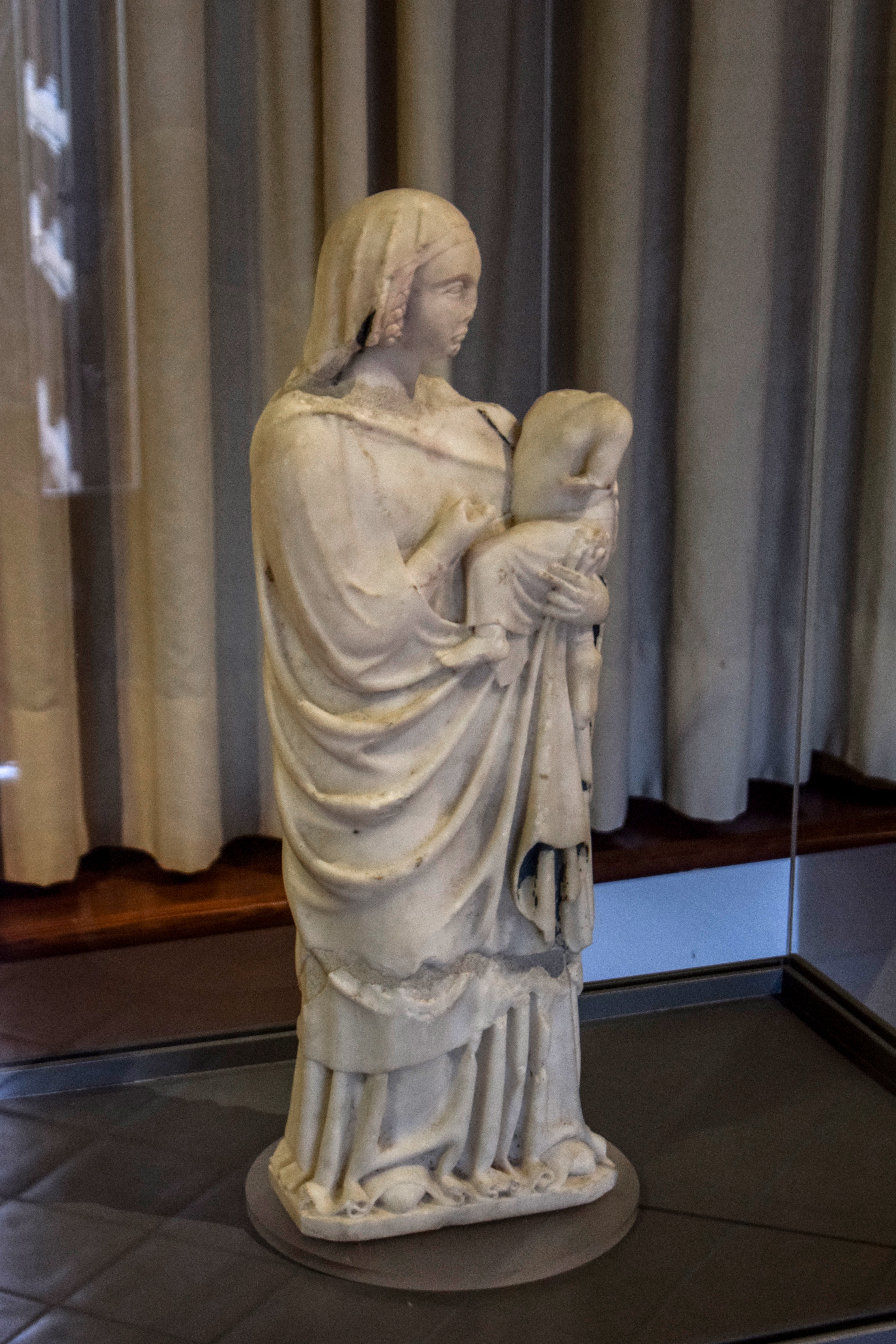
La Madonna con il Bambino da Santa Maria della Strada (XIV secolo)

Il Museo nazionale di Castello Pandone espone opere d'arte provenienti principalmente da chiese e collezioni molisane. Accanto a queste sono inserite nel percorso museale opere provenienti dai depositi del Museo di Capodimonte e Museo di San Martino a Napoli, della Galleria Nazionale d'Arte Antica di Roma e del Palazzo Reale di Caserta. Il percorso è concepito come una linea del tempo che, partendo dalle testimonianze pittoriche provenienti da Santa Maria delle Monache di Isernia, risalenti al VII secolo, giunge all'inizio del XX secolo con le xilografie, le fotografie e gli acquerelli raffiguranti il territorio molisano della Collezione Musa, donata dagli eredi.
Si possono ammirare esemplari di scultura, statuaria e oreficeria dei secoli XIV e XV provenienti da diverse chiese molisane, quali il Polittico della Passione in alabastro della Chiesa dell'Annunziata di Venafro, il Cristo ligneo della Chiesa di San Giorgio di Campobasso e la Madonna con Bambino della Chiesa di Santa Maria della Strada di Matrice (CB). Seguono opere provenienti dalle chiese di Venafro quali l'Assunzione della Vergine della scuola di Teodoro d'Errico, le opere pittoriche del XVI e XVII secolo e la statua processionale della Madonna del Rosario con abito in broccato d'oro di finissima sartoria napoletana. Di particolare importanza è la Collezione Giuliani, acquistata dallo Stato nel 1990 e oggi esposta a rotazione nelle sale del museo e costituita da opere grafiche tra cui disegni, stampe e bozzetti.
Fra le opere di maggior rilievo si segnalano
- frammenti dell'affresco del VII secolo dell'ex monastero di Santa Maria delle Monache di Isernia.
- affresco dei santi Bartolomeo e Michele della Chiesa di Sant'Angelo a Roccaravindola, frazione di Montaquila.
- scultura trecentesca della Madonna col Bambino della chiesa di Santa Maria della Strada a Matrice.
- polittico con scene della Passione, della chiesa dell'Annunziata di Venafro, realizzato in alabastro nel XV secolo da una bottega inglese (bottega di Nottingham).
- Pan e Siringa, opera attribuita a Luca Giordano.
- disegno della Madonna col Bambino di Mattia Preti.
- Madonna col Bambino e san Nicola da Tolentino della chiesa di Sant'Agostino di Venafro, di Nicola Maria Rossi.
- Misteri del Rosario della chiesa di Sant'Agostino di Venafro di un anonimo seguace di Francesco De Mura.
- Sacra Famiglia al lavoro di Francesco Cozza.

## Il percorso di visita

### Il piano nobile - I cavalli di Enrico Pandone
Il conte Enrico Pandone trasformò il castello in una dimora signorile e fece affrescare ogni ambiente del piano nobile con la raffigurazione dei suoi cavalli, gli stalloni delle scuderie reali che egli stesso allevava.
La decorazione con il ciclo dei cavalli, visitabile nel piano nobile del castello, offre al visitatore un percorso interessante sotto diversi punti di vista sia per la peculiare tecnica esecutiva, ossia intonaco a rilievo affrescato, sia per la probabile provenienza napoletana della bottega incaricata dell'impresa. Ogni esemplare presenta il monogramma di Enrico (una H circoscritta), il morso illusionistico del cavallo appeso a un chiodo, e una didascalia che indica il nome del cavallo, la razza, l'età e i destinatari, per lo più nobili italiani.
Le iscrizioni permettono di capire la fitta rete di relazioni sociali del conte Pandone. Di particolare rilievo è il cavallo regalato all'imperatore Carlo V. Successivamente la famiglia Lannoy ridecorò il castello, cancellando la memoria della decaduta famiglia Pandone. Nel salone di rappresentanza, la sala più ampia del piano, si legge bene la successione spazio-temporale degli affreschi delle varie epoche: molti sono gli schizzi, i disegni, le caricature e le iscrizioni (come quelle del salone), o anche la conta delle giornate lavorative che si leggono sugli strati preparatori della decorazione pittorica, in parte rimossa a damnatio memoriae del conte Pandone.